# RON Radom
RON Radom (Radiofoniczny Ośrodek Nadawczy Radom) – Jeden (dawniej cztery) maszt w radomskiej dzielnicy Wacyn, zlokalizowane pomiędzy ulicami Uniwersytecką, Przytycką, Listopadową, Langiewicza, Radiową. Dawniej na Ośrodek składały się maszt o wysokości 150 metrów oraz trzy maszty o wysokości 100 metrów, które powstały w 1928, jednak w grudniu 2013 roku dokonano rozbiórki dwóch stumetrowych masztów. Właścicielem obiektu jest spółka EmiTel.

## Nadawane programy

### Programy telewizyjne
Sygnał analogowy został wyłączony 17 czerwca 2013 roku.
| LP | Program | Właściciel | Częstotliwość | Kanał | Moc nadajnika |
| -- | ------- | ---------- | ------------- | ----- | ------------- |
| 1  | TVN     | TVN S.A.   | 727,25 MHz    | 53    | 1 kW          |

### Programy radiowe
| LP | Program                     | Właściciel                                                                | Częstotliwość | Moc nadajnika |
| -- | --------------------------- | ------------------------------------------------------------------------- | ------------- | ------------- |
| 1  | Polskie Radio RDC           | Polskie Radio - Regionalna Rozgłośnia w Warszawie "Radio dla Ciebie" S.A. | 89,10 MHz     | 5 kW          |
| 2  | Radio Plus Radom            | Diecezja Radomska Eurozet                                                 | 90.70 MHz     | 5 kW          |
| 3  | Radio Maryja                | Warszawska Prowincja Redemptorystów                                       | 94.20 MHz     | 0,5 kW        |
| 4  | Program IV Polskie Radio 24 | Polskie Radio S.A.                                                        | 97.50 MHz     | 0,1 kW        |
| 5  | Polskie Radio Program II    | Polskie Radio S.A.                                                        | 100,30 MHz    | 1 kW          |
| 6  | Tok FM                      | Grupa Radiowa Agory Sp. z.o.o                                             | 104.00 MHz    | 0,25 kW       |
| 7  | Polskie Radio Program I     | Polskie Radio S.A.                                                        | 104,50 MHz    | 0,1 kW        |
| 8  | Radio Rekord FM             | Radomska Grupa Mediowa                                                    | 106.20 MHz    | 1 kW          |
| 9  | Radio Eska Radom            | Grupa Radiowa Time                                                        | 106.90 MHz    | 10 kw         |

### Programy telewizyjne – cyfrowe
| Multipleks | Częstotliwość | Kanał | Moc nadajnika | Polaryzacja | Kompresja |
| ---------- | ------------- | ----- | ------------- | ----------- | --------- |
| MUX 3      | 522 MHz       | 27    | 30 kW         | pozioma (H) | HEVC      |
| MUX 8      | 198,5 MHz     | 8     | 8,5 kW        | pionowa     | MPEG      |